# Gayatri

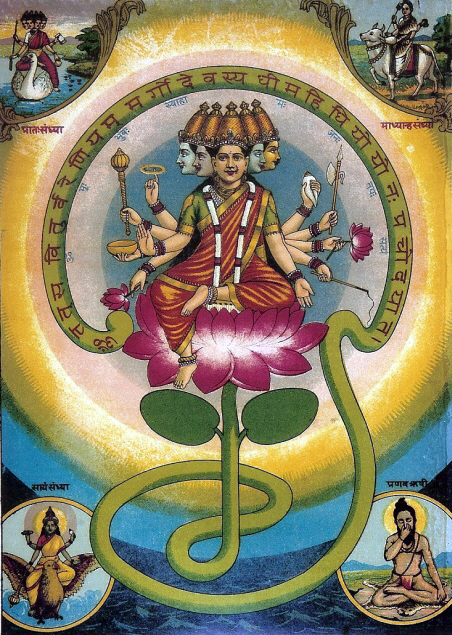
Gayatri

Gayatri (gāyatrī, femininum av gāyatra, sanskrit för sång eller hymn), är ett vediskt versmått med 24 stavelser (3 kupletter med vardera 8 stavelser), eller för en hymn skriven i detta versmått. Inom hinduismen är gayatri ett visst mantra, skrivet av Vishwamitra. 
Detta mantra personifieras ibland som en gudinna. På illustrationer sitter ofta gudinnan Gayatri på ett blad av lotusblomman, vilket symboliserar rikedom, och har fem huvuden och fem par händer, representerande sina avatarer som bland annat Parvati och Saraswati. Hon ska ursprungligen ha utgjort personifikationen av mantrat med samma namn, och vara "alla vedas moder", gemål till Brahma, se Deva.